# Merolonche atlinensis
Merolonche atlinensis là một loài bướm đêm trong họ Noctuidae.